# Юзеф Сандель
Юзеф Сандель (їд. יוסף סאנדעל; нім. Josef Sandel; 29 вересня 1894, Коломия — 1 грудня 1962, Варшава) — польський мистецтвознавець і критик єврейського походження, торговець мистецтвом і колекціонер, а також захисник єврейських художників у післявоєнній Польщі.

## Життєпис
Юзеф Сандель народився 29 вересня 1894 року в Коломиї. Був сином виробника шапок. Він навчався в школі барона Гірша. Під час Першої світової війни служив в австро-угорській армії, а після неї став членом Ради робітничих делегатів у Коломиї.
Близько 1920 року він переїхав до Дрездена, де в 1925 році став співвидавцем недовговічного німецькомовного літературного та художнього журналу «Mob: Zeitschrift der Jungen» (пер. - «Mob: Журнал молоді»).
З 1929 по 1933 рік він керував художньою галереєю в Дрездені під назвою Galerie junge Kunst (пер. - Галерея молодого мистецтва).  Після встановлення нацистського режиму в Німеччині він переїхав до Белграда, де відкрив ще одну галерею та проводив виставки у 1933-1934 роках.
У 1935 році він переїхав до Польщі; провів деякий час у Вільнюсі та Варшаві, а також публікував статті про мистецтво в періодичних виданнях мовою їдиш, зокрема в Literarishe Bleter. З початком Другої світової війни він утік до Радянського Союзу, де і мешкав у Львові та пережив війну в Казахстані та Туркменістані, де викладав німецьку мову в середній школі.
Після війни він повернувся до Польщі та оселився у Варшаві в 1946 році.  Там він став керівником Єврейського товариства сприяння образотворчому мистецтву або ZTKSP, відродження організації, яка діяла в Польщі до війни. Воно організувало близько 98 виставок у Варшаві та чотири виставки, які були представлені по всій Польщі – дві присвячені творчості окремих художників, Рафаеля Мандельцвейга в 1946 році та Леї Грюндіг в 1949 році; та дві, в 1948 році, на честь п'ятої річниці повстання у Варшавському гетто, з роботами єврейських художників, які загинули під час Голокосту.
Після розпуску ZTKSP у вересні 1949 року твори мистецтва, зібрані Санделем та його колегами, були інтегровані до колекцій Єврейського історичного інституту у Варшаві. З 1950 по 1953 рік інститут керував Галереєю єврейського мистецтва, директором якої був Сандель.
Згодом Сандель присвятив себе написанню кількох мистецтвознавчих праць, присвячених єврейським митцям у Польщі. Серед його праць, усі написані на їдиш, є двотомний біографічний довідник про єврейських митців, які загинули під час Голокосту в Польщі, «Umgekumene yidishe kinstler in Poylen» ("Єврейські митці Польщі, які загинули", Варшава, 1957).
Помер 1 грудня 1962 року у Варшаві.

## Зовнішні посилання
- Jewish Historical Institute: Józef Sandel – biographical timeline [Архівовано 2017-03-06 у Wayback Machine.].
- Józef Sandel Papers (digitized), in RG 31 Germany (Vilna Archives) Collection, at the YIVO Institute for Jewish Research